# Hagsätra kyrka
Hagsätra kyrka är en kyrka i Vantörs församling. Den ligger i Hagsätra centrum.